# Lautaro Carmona Soto
Lautaro César Carmona Soto (Limache, commune de la région de Valparaíso, 26 avril 1952) est un gestionnaire public et homme politique chilien, militant du Parti Communiste et député.

## Biographie
Fils de Ramón Carmona —professeur, chroniqueur du quotidien La Discusión de Chillán, membre de la Société des Écrivains du Chili, fondateur de groupes littéraires et lauréat du Prix Alerce de Poésie— et Yolanda Soto —professeur—, il est marié avec la kinésiologue Erika Alert Oliva et a trois enfants : Andrés, Fernando et Paz.
Il fréquente le lycée no 7 José Toribio Medina de Ñuñoa avant d'intégrer l'École de Sciences Politiques et Administratives de l'Université du Chili, où il obtient un diplôme de gestion publique en 1977.
Pendant ses années de lycée, en 1968, il devient membre des Jeunesses Communistes (JJCC) l'année suivante, à 16 ans, il soutient la campagne présidentielle de Salvador Allende. En 1970, il devient président du centre des élèves de son lycée.
Après le coup militaire de 1973 contre Allende dirigé par le général Augusto Pinochet, il participe au comité local de son université et devient dirigeant régional de son alma mater. En 1976, il subit la chute des directives nationales du Parti Communiste (PC) et des JJCC et l'année suivante il se rend clandestinement à Cuba, en Italie et en URSS dans un but de réorganisation des communistes chiliens.
En 1979, il accepte dans la clandestinité le poste de secrétaire général des JJCC et devient membre de la commission politique du PC, sous le nom politique de Camilo Contreras, qu'il utilise jusqu'en 1989. En 1990, après le retour du Chili à la démocratie, il est chargé de la réorganisation nationale du PC et devient membre de la Commission Politique et du Comité Central.
En 1997, il se porte candidat communiste aux élections législatives du 20e district de la Région Métropolitaine de Santiago, qui correspond aux communes de Cerrillos, Estación Central et Maipú, mais n'est pas élu. En 2001, il se présente à nouveau en vain, cette fois en tant que député du 28e district, correspondant aux communes de Lo Espejo, Pedro Aguirre Cerda et San Miguel.
En 2005, il devient secrétaire général du Parti Communiste du Chili, après le décès de l'ex députée Gladys Marín. Quatre ans plus tard, en décembre 2009, il est élu député représentatif du PC du 5e district de la Région d'Atacama (période législative 2010-2014), correspondant aux communes de Chañaral, Copiapó  et Diego de Almagro. Il est réélu en 2013.